# Ибрахим Касимов
Ибрахим Касимов Ахмедов е български агроном, специалист по отглеждане на земеделските култури.
Роден е на 1 ноември 1938 г. в с. Киченица, Разградска област.
Средното си образование завършва в Шумен, а през 1961 г. се дипломира като агроном във Висшия селскостопански институт в Пловдив.
След дипломирането си до 1968 г. Касимов работи като агроном в селата Острово и Киченица.
През 1968 г. след конкурс е назначен за научен сътрудник по агротехника на полски култури в Комплексна опитна станция в Разград. През 1972 г. започва задочна аспирантура и е преназначен в Института по пшеницата и слънчогледа „Добруджа“ край Генерал Тошево за научен сътрудник по агротехника.
През 1977 г. защитава дисертация за научна степен „кандидат на науките“, а през 1997 г. му е присъдена научна степен ст.н.с. I ст.
Научните му изследвания и публикации са върху продуктивните възможности на новите сортове зимна мека, твърда и хибридна пшеница, тритикале и ечемик в условията на Добруджа. По тези въпроси публикува 82 научни статии. Съавтор е на базисната технология за отглеждане на пшеница в България.
Бил е член на научни съвети и на СНС при ВАК.
Касимов заема и ръководни длъжности в института край Г. Тошево. От 1981 до 1985 г., след това от 1993 до 1997 г. е научен секретар, по-късно става завеждащ секция „Технологии на полските култури“ и заместник-директор по производството.
През 2001 г. Касимов е назначен за секретар на Президента по селското стопанство, на който пост остава до смъртта си на 8 юни 2007 г.